# Hymn Austrii
Land der Berge, Land am Strome (Kraju gór, kraju nad rzeką) – hymn państwowy Austrii.
W czasie wojen napoleońskich Austria przyswoiła sobie cesarski hymn Kaiserlied, do którego tekst napisał Lorenz Haschka. Autorem melodii był Joseph Haydn. Hymn miał swoją premierę w 1797 roku z okazji urodzin cesarza Franciszka II. Pieśń stała się popularna i przetłumaczona na 14 oficjalnie uznanych języków monarchii. Z małymi zmianami w tekście, zaczynającym się od słów Boże, zachowaj cesarza Franciszka, była uważana za hymn przez jego następców aż do 1918 roku.
W 1918 roku Austria, ze zredukowanym obszarem i zmienionym ustrojem, potrzebowała nowego hymnu. Jego tekst napisał Karl Renner, a melodię ułożył Wilhelm Kienzl. Hymn ten nigdy nie zyskał popularności.
Melodię Haydna wykorzystały Niemcy, wiążąc ją z tekstem Deutschland über alles. W późnych latach 20. XX wieku, gdy niektóre kręgi społeczne dążyły do połączenia z Niemcami, powróciła ona w nowym, entuzjastycznym hymnie ze słowami Ottokara Kernstocka.
Po II wojnie światowej Austria stanęła przed problemem nowego hymnu. Rząd ogłosił konkurs na tekst, który wygrała chorwacka poetka Paula von Preradović. Melodię powszechnie przypisuje się Wolfgangowi Amadeusowi Mozartowi, chociaż faktycznie skomponował ją Johann Holzer.
Oryginalny tekst autorstwa Pauli von Preradović nazywa Austrię "ojczyzną wielkich synów" (Heimat bist Du großer Söhne). W 2011 roku parlament Austrii zmienił ten fragment tekstu; w nowej jego wersji Austria jest "narodem wielkich córek i synów", oprócz tego "braterskie chóry" (Brüderchöre) zastąpiono "radosnymi chórami" (Jubelchöre) (zob. Gender mainstreaming).
Land der Berge, Land am Strome
1. Land der Berge, Land am Strome,

Land der Äcker, Land der Dome,

Land der Hämmer, zukunftsreich!

Heimat großer Töchter und Söhne,

Volk, begnadet für das Schöne,

Vielgerühmtes Österreich,

Vielgerühmtes Österreich.

2. Heiß umfehdet, wild umstritten,

Liegst dem Erdteil du inmitten

Einem starken Herzen gleich.

Hast seit frühen Ahnentagen

Hoher Sendung Last getragen,

Vielgeprüftes Österreich,

Vielgeprüftes Österreich.

3. Mutig in die neuen Zeiten,

Frei und gläubig sieh uns schreiten,

Arbeitsfroh und hoffnungsreich.

Einig lass in Jubelchören,

Vaterland, dir Treue schwören,

Vielgeliebtes Österreich,

Vielgeliebtes Österreich.
Kraju gór, kraju rzek
1. Kraju gór, kraju nad rzeką,

Kraju pól, kraju katedr,

Kraju młotów rosnący w siłę!

Tyś ojczyzną wielkich córek i synów,

Ludem uzdolnionym do piękna,

Przesławna Austrio,

Przesławna Austrio.

2. Gwałtownie cię atakowano,

okrutnie odmawiano praw.

Leżysz w centrum ziem [kontynentu],

Niczym dzielne serce.

Od czasów swych przodków

Dźwigasz ciężar wzniosłego powołania,

Wielce doświadczona Austrio,

Wielce doświadczona Austrio.

3. Mężnie wkraczamy

W nowe czasy, wolni i ufni,

Pracowici i pełni nadziei,

Jednym radosnym chórem,

Ojczyzno ślubujemy ci wierność,

Ukochana Austrio,

Ukochana Austrio.